# کردیگیون
کردیگیون (به انگلیسی: Ceredigion) یک شهرستان در ولز است. کردیگیون ۱٬۷۸۳ کیلومتر مربع مساحت دارد.